# Jesus Luz
Jesus Luz, all'anagrafe Jesus Pinto da Luz (Rio de Janeiro, 15 gennaio 1987), è un modello e attore brasiliano.

## Biografia e carriera
È figlio di una parrucchiera e di un impiegato.
Luz ottiene il primo contratto per una agenzia di moda nel 2005, a diciotto anni, quando viene scritturato dalla 40 Graus Models di Sergio Mattos di Rio de Janeiro, per la quale lavora per tre anni.
In questo periodo Luz studia anche recitazione presso la Casa de Artes de Laranjeiras, scuola di formazione principalmente per attori di telenovelas ed ottiene una piccola parte nella serie televisiva brasiliana As Pegadoras ("Le peccatrici"), in onda su Rede Globo.
Il 16 dicembre 2008 è stato scelto per posare in un servizio fotografico di Steven Klein per la rivista W al fianco della popstar Madonna. Dopo la pubblicazione del servizio, diverse riviste hanno riportato il gossip di una relazione fra Luz e Madonna, contribuendo a rendere il modello internazionalmente noto. Luz ha ottenuto quindi un contratto con la prestigiosa Ford Models di circa 135.000 dollari per ogni servizio fotografico, diventando uno dei modelli più pagati al mondo.
Nell'estate 2009 è apparso sulla copertina de L'Officiel Hommes, fotografato da Milan Vukmirovic, ed è stato quindi scelto insieme ad Eva Herzigová, David Gandy e altri modelli come testimonial della campagna pubblicitaria di Dolce e Gabbana, ispirata al film Rocco e i suoi fratelli, fotografato sempre da Steven Klein.
Nel giugno 2009 ha debuttato sulle passerelle di Dolce & Gabbana durante la settimana della moda di Milano. Jesus Luz ha lavorato inoltre per Pepe Jeans, Givenchy e Intimissimi.
È apparso nel video musicale di Madonna Celebration.
Nel 2012, durante i mesi di aprile e maggio, è stato impegnato a girare il video della canzone Caliente della cantante rumena Inna sulle spiagge di Mar dei Caraibi e dell'Oceano Pacifico.
Nello stesso anno è stato nel cast di Guerra dos sexos.
Nell'autunno del 2013 ha partecipato come concorrente al programma di Rai Uno Ballando con le stelle al fianco della ballerina Agnese Junkure.
Nel 2020 ha recitato nella serie Reality Z, prodotto originale Netflix.
Ha avviato anche una carriera da deejay.

## Agenzie
- Ford Models - New York, San Paolo
- D'management - Milano